# Campo ajuera
 Campo ajuera es una película argentina en blanco y negro que se estrenó el 29 de abril de 1919, dirigida por José Agustín Ferreyra sobre su propio guion, protagonizada por Ignacio Corsini, Irma Córdoba y Miguel Gómez Bao. Los exteriores se filmaron en el bajo Río Paraná y su costo fue de cinco mil pesos, esto es cuatro o cinco veces menos que el de Nobleza gaucha (1915) y la décima parte del de En buena ley (1919) de Mario Gallo.

## Reparto
- Nelo Cosimi
- Lidia Liss
- Diego Figueroa
- Yolanda de Maintenon
- Eduardo Pizarro

## Comentarios
La película tiene como tema el enfrentamiento de la sofisticación ciudadana con la incontaminada vida rural humilde que ya estaba en Nobleza gaucha. Al comentar el filme dijo Pablo C. Ducrós Hicker que “por primera vez nuestra cinematografía adoptaba un movimiento ágil, un sentido casi revolucionario, lleno de planos originales y cortes oportunos”.
Por su parte, Leopoldo Torres Ríos escribió que al público que concurrió a su estreno:

…la primera escena, una visión tranquila de campo, una armonía tan bella del paisaje lo sedujo y le hizo arrellenarse en la butaca, como un fanático por las películas en serie. Era realmente un placer, una fruición. Y todo el público sentía la misma emoción. A cada acto una salva de aplausos atronaba la sala. Arrancó lágrimas. Y la escena final, una puesta de sol maravillosa, la renunciación del gaucho bueno al falso amor de una mujer malsana de la ciudad. La carreta lenta, grandiosa, perdiéndose en el horizonte, internándose "campo ajuera" como una protesta contra la avalancha infecta de los malos hombres, de las malas teorías de civilización. Fue un desborde de entusiasmo que nunca había tenido la cinematografía nacional ni lo tendrá.

Torres Ríos alabó en particular la destreza de Ferreyra a quien calificó como  “la personalidad más sólida de la cinematografía nacional”, su estilo propio, visión acabada del paisaje, profunda psicología, dominio de la dirección y su conducción de actores, como era el caso de Lidia Liss, que “demostró un temperamento artístico exquisito, una sobriedad y una firmeza de gesto poco común” pese a que no había actuado antes en el cine ni en el teatro.